# Hornsey College of Art
Hornsey College of Art (aka Hornsey School of Art) és un antic col·legi situat a Crouch End al districte londinenc de Haringeyn, Anglaterra. Es va fundar el 1880, va esdevenir el Hornsey College of Arts and Crafts el 1955 i posteriorment va passar a formar part de la Middlesex University.

## Alumnes i professors notables
- Martin Aynscomb-Harris, artist
- John Webster, Advertising executive
- Stuart Brisley, artist and teacher
- Michael Casson, potter
- Michelle Cartlidge, writer and illustrator
- Ray Davies, musician
- Lynsey De Paul, artist and singer-songwriter
- Roger Glover, musician
- Ted Dicks, composer
- Mike Barson, musician
- Les Edwards, illustrator
- Robert Fuest, film director
- James Herbert, novelist
- Adrian Hill, artist and broadcaster
- Ken Howard, artist
- Allen Jones, artist
- Anish Kapoor, artist
- Ken Kiff, artist
- Bryan Kneale, artist
- Langlands and Bell, artists
- Neville Brody, typographer, art director and graphic designer
- Dante Leonelli, artist
- John Napier, theatre designer
- Paul Neagu, sculptor, performance artist
- Hallsteinn Sigurðsson, Icelandic sculptor and visual artist
- Stanley Warren, art teacher, author of the Changi Murals as a Japanese prisoner of war
- Eric Watson, photographer
- Richard Wentworth, artist
- Richard Wilson, sculptor
- Theresa Wiseman, footballer and animator
- The Raincoats, rock band, members Gina Birch and Ana da Silva
- Marksteen Adamson - Former Global Creative Director of Interbrand. Director of ArthurHorneSteenAdamson